# Heritage Action
Heritage Action est une organisation de lobbying et de plaidoyer conservatrice américaine, affiliée à The Heritage Foundation, un think tank conservateur basé à Washington fondé en 1973. Bien que distinctes, les deux organisations partagent des objectifs idéologiques et ont des liens étroits ; elles sont toutes deux considérées comme des acteurs majeurs du mouvement conservateur aux États-Unis.
Fondée en 2010, l'organisation Heritage Action vise à influencer activement la politique fédérale des États-Unis ; son objectif principal est de faire pression sur les législateurs américains, en particulier les républicains, pour qu'ils votent des réformes conservatrices sur la fiscalité, la santé, l'immigration, la sécurité nationale, les dépenses publiques. Via ses campagnes de mobilisation et d'interventions directes auprès des décideurs, Heritage Action s'est rapidement imposée comme un acteur déterminant du mouvement conservateur américain. Heritage Action a des filiales dans tous les États-Unis.
Le financement de Heritage Action provient notamment de dons de particuliers (milliardaires notamment), de fondations et d'entreprises. Comme pour beaucoup d'organisations politiques américaines, il y a une certaine opacité sur le financement de cette organisation connu pour son influence sur le Parti républicain, en particulier sur les membres du Congrès.

## Histoire
Heritage Action a été fondée en avril 2010. Dans le communiqué annonçant cette fondation, Edwin Feulner, alors président de la Heritage Foundation, déclarait que cette organisation visait à mobiliser « l'énergie populaire pour accroître la pression sur les membres du Congrès afin qu'ils adoptent les recommandations politiques de la Heritage Foundation ». Il a ajouté que l'organisation ne serait pas impliquée dans les campagnes électorales, mais que son objectif est d'élargir la portée politique de la Heritage Foundation, et de faire progresser les politiques recommandées par ses chercheurs (ex. : « Projet 2025 » pour le second mandat de Donald Trump).

### Durant la période de l'Administration Obama
L'organisation a été lancée principalement car la Heritage Foundation n'est pas autorisée à soutenir la législation en raison de son statut d'exonération fiscale 501(c)(3). Heritage Action remplit ce rôle, et assure le lien entre le groupe de réflexion et les militants conservateurs de base.
Heritage Action a débuté avec une équipe de dix personnes, incluant le directeur général d'origine, Michael Needham,.
En juillet 2010, Heritage Action a lancé sa première grande campagne de lobbying, ciblant l'Affordable Care Act (ACA), une loi de réforme des soins de santé soutenue par le président de l'époque, Barack Obama. En août 2010, l'organisation avait contribué à obtenir 170 co-parrainages républicains pour une pétition lancée par le conservateur Steve King visant à forcer un vote sur l'abrogation de la réforme des soins de santé. En septembre 2010, le groupe a lancé une campagne télévisée, et sur le Web, de 10 jours pour persuader les démocrates de signer l'abrogation de l'ACA.
En janvier 2011, le groupe a ouvert ses premières opérations au niveau de l'État, avec une présence en Caroline du Nord et en Pennsylvanie, où l'organisation s'est concentrée sur la mobilisation des électeurs contre la loi de réforme des soins de santé.
En août 2013, Heritage Action a lancé une campagne visant à lier l'ACA à des lois visant à maintenir le gouvernement fédéral ouvert ou à augmenter la limite de la dette fédérale. En octobre 2013, l'organisation a joué un rôle déterminant dans le shutdown du gouvernement,. Pendant le shutdown, Heritage Action a continué à exhorter les législateurs à ne pas négocier une mesure visant à financer entièrement le gouvernement sans démanteler l'ACA. Selon Needham, alors PDG de l'Heritage Action, à l'époque, cette stratégie visait à faire « souffrir » le président Obama. Le sénateur Orrin Hatch a blâmé Heritage Action pour avoir poussé les législateurs à ne pas voter pour le compromis budgétaire du Sénat durant ce shutdown.
En octobre 2013, Heritage Action, alors dirigé par Jessica[Qui ?] est qualifié de « moteur d'une nouvelle génération de groupes conservateurs » par le HuffPost et comme étant « peut-être désormais le groupe de pression le plus influent parmi les républicains du Congrès » par le New York Times,.

## Durant le premier mandat de présidence de Donald Trump
Après que Donald Trump ait annoncé sa candidature à l'investiture républicaine pour l'élection présidentielle de 2016, Michael Needham, alors dirigeant de Heritage Action, a déclaré : « Donald Trump est un clown. Il doit quitter la course ».
En mai 2018, Timothy Chapman a succédé à Needham en tant que directeur exécutif, après le départ de ce dernier,. Chapman avait auparavant occupé le poste de directeur des opérations de Heritage Action et celui de chef de cabinet du président de la Heritage Foundation, Edwin Feulner. En mars 2020, Chapman a quitté l'organisation.
En 2020, Jessica Anderson, qui avait rejoint Heritage Action comme directrice des bases militantes en 2010, a pris la tête de l'organisation.
Anderson a travaillé pendant un an en 2017 au Bureau de la gestion et du budget (Office of Management and Budget) sous l'administration Trump. Elle est revenue à Heritage Action en tant que vice-présidente en 2018 et a été nommée directrice exécutive en 2020. Elle a pris un congé en juillet 2023, et Ryan Walker a été nommé directeur exécutif par intérim, occupant ce poste jusqu'à ce que le président de la Heritage Foundation, Kevin Roberts, soit nommé président de Heritage Action en septembre 2023. Walker est désormais vice-président exécutif de Heritage Action tandis que Roberts occupe un rôle conjoint au sein de Heritage Action et de la Heritage Foundation.
En avril 2020, l'organisation a déclaré avoir mené des actions de terrain, notamment du porte-à-porte pour sensibiliser sur des questions politiques dans l'Iowa, la Caroline du Nord, la Pennsylvanie et le Wisconsin[réf. non conforme]. En raison de la pandémie de Covid-19, certaines de ces initiatives ont temporairement été remplacées par des appels téléphoniques.
En août 2020, Heritage Action a lancé un engagement pro-police « pour que les citoyens, les législateurs et les candidats soutiennent les forces de l'ordre de la nation »[réf. nécessaire]. Plus de 100 membres du Congrès ont signé cet engagement. « Le groupe de l'Action du patrimoine pour l'Amérique à droite a annoncé lundi une série d'affichages dans trois villes américaines - Dallas, Atlanta et New York - destinés à encourager les Américains à soutenir la police dans le contexte de manifestations nationales contre la brutalité policière et le traitement des Noirs américains par l'autorité en charge de l'application de la loi. ».

### Pressions pour modifier le système électoral
Au moyen de campagnes de sensibilisation et de lobbying, Heritage Action a joué indirectement ou directement un rôle proactif dans les efforts républicains visant à influencer la cartographie électorale (voir Gerrymandering, une technique de modification de la cartographie électorale, qui a permis au parti conservateur, le GOP, via des cartographies injustes, éclatant les zones de populations racisées, de localement remporter une majorité) (Un exemple de redécoupage électoral de la Louisiane en 2001 indique, selon Michael Li (2025), que de nouvelles attaques contre la loi sur les droits de vote pourraient être à venir, mettant en danger une représentation équitable pour les communautés de couleur. La cour suprême (dont plusieurs juges ont été choisis par Donald Trump) pourrait dans ce cas, avaliser, ou non, un découpage injuste selon le Brennan Center for Justice). Dans ce cas, le redécoupage a été proposé en 2021 par des législateurs qui ont redessiné les six districts de l'État au Congrès, après le recensement de 2020. Finalement après une plainte auprès de la Cour suprême, un autre redécoupage a été négocié, moins défavorable aux populations noires.
Heritage Action, avec Patriage Action, a aussi largement financé, et mené, des initiatives d'encouragement de l'enregistrement d'électeurs conservateurs dans des États clés comme la Géorgie et l'Arizona, un effort qui pourrait avoir eu un impact significatif sur les résultats électoraux (plus de 50 000 nouveaux électeurs ont ainsi enregistrés selon Heritage Action).
Après l'élection présidentielle de 2020, Heritage Action a rédigé des propositions et fait pression, en faveur de nouvelles législations électorales dans le cadre des efforts républicains visant à renforcer les lois électorales en leur faveur. En mai 2021, une vidéo divulguée d'une présentation faite à des donateurs, a montré la directrice exécutive Jessica Anderson citant l'Iowa comme exemple, déclarant : « Nous l'avons fait rapidement et discrètement... Peu de battage médiatique. Honnêtement, personne n'a même remarqué. Mon équipe s'est regardée et nous nous sommes dit : "Ça ne peut pas être aussi facile ». Les données montrent que les efforts de l'Heritage Action ont été stratégiquement orientés vers des États où les marges électorales étaient étroites, comme la Géorgie et l'Arizona, où ils avaient le plus de chance de faire pencher la balance en faveur des candidats conservateurs. Ces efforts se poursuivent (ainsi, un communiqué d'Heritage Action a annoncé[Quand ?] « un engagement financier supplémentaire à six chiffres en Géorgie et en Arizona pour inciter les électeurs conservateurs nouvellement inscrits à participer. La campagne de plusieurs millions de dollars, axée sur les données, a suscité des électeurs conservateurs probables dans les deux États clés en soulignant certaines des préoccupations les plus importantes des Américains à l'égard de l'administration actuelle, y compris la montée en flèche du coût de la vie et l'immigration illégale incontrôlable », des actions de propagande numérique et une campagne visant à « convertir les déclarants » font suite à des actions « en porte à porte, à des conversations par SMS entièrement gérées et à des conversations téléphoniques en direct pour assurer le succès ».
Dans le cadre de ses efforts pour montrer qu'il y a des fraudes électorales aux États-Unis, et alors que le président sortant (Donald Trump) refuse de concéder sa défaite face à Joe Biden, Heritage Action maintient une base de données comprenant (entre le milieu des années 1980 et 2021) : 1 322 « cas avérés de fraude électorale », mais, le Washington Post note en 2021 que selon cette base, un seul cas concerne l'élection présidentielle de 2020, et certains des cas retenus dans la base de données concernent des inscriptions frauduleuses sur les listes électorales et non des votes frauduleux.
En 2021, selon un document interne de Heritage Action, un « effort de deux ans » est prévu pour travailler avec des groupes d'intérêt partageant les mêmes idées afin de « produire une législation modèle à adopter par les législatures des États » ; et des lobbyistes seront embauchés pour gagner des « États cruciaux ». La même année, Heritage Action a publié un rapport énumérant ses objectifs, notamment : limiter le vote par correspondance, empêcher la collecte des bulletins, interdire les boîtes de dépôt, adopter des lois plus strictes sur l'identification des électeurs, restreindre le vote anticipé et offrir un accès accru aux observateurs électoraux partisans,. Les collèges électoraux seront aussi remodelés dans les décennies à venir par les fortes variations de natalité selon les états et régions, le taux de natalité diminuant plus ou moins vite selon les Etats, et en particulier selon les contextes ethniques, religieux et de richesse/pauvreté.

### Scorecard (classement) du Congrès
Le scorecard de Heritage Action est un outil de classement, un « tableau de bord législatif, un baromètre complet et révélateur de la volonté d'un législateur de se battre pour des politiques conservatrices au Congrès » ; il est conçu pour mesurer à quel point les membres du Congrès adhèrent individuellement aux principes conservateurs de la droite et du libertarianisme de droite dans le pays. Pour cela, il est régulièrement mis à jour « en temps quasi réel », sur la base d'un décompte d'éléments tels que les votes, les co-parrainages et d'autres activités législatives. Cet outil est souvent utilisé par des électeurs et des groupes de pressions conservateurs pour tenir leurs représentants responsables des avancées ou reculs des idées de droite au Sénat et au Congrès, et pour jauger de l'alignement de leurs élus avec les politiques conservatrices (notamment basées sur les recommandations de l'Heritage Foundation.

### Prosélytisme
Heritage Action a aussi établi une présence militante en dehors de la ville de Washington, avec des « coordinateurs professionnels » payés pour recruter et former des militants conservateurs baptisés Sentinels. Ces sentinelles sont recrutées et formées par des coordinateurs professionnels d'Heritage Action ; elles reçoivent notamment des formations aux stratégies de communication sur les réseaux sociaux et aux techniques pour écrire ou organiser des appels aux élus du congrès pour influencer plus efficacement les processus législatifs et de renforcer le mouvement conservateur.

### Financement
Heritage Action est soutenue par des donateurs individuels et des entreprises. Selon son rapport fiscal de 2012 : 33 employés travaillent pour l'organisation ; 5,9 millions de dollars ont été collectés en 2012, dont 44 % de venaient de dons de 5 000 $ ou moins, cette année-là, et 11 contributions s'élevaient chacune à 100 000 dollars ou plus,. Heritage Action ne divulgue généralement pas le nom de ses donateurs, mais en 2013, l'organisation a confirmé un don de 500 000 $ effectué par la famille Koch. En 2023, elle a déclaré un revenu de 12 699 259 $.